# 파라다이스 GoGo!!
《파라다이스 GoGo!!》는 후지텔레비에서 1989년 4월 17일부터 1990년 3월 16일까지 방송하고 있었던 버라이어티 프로그램이다.

## 개요
토요일 낮에 하는 「파라 Go!세터데이」( 후의 「주간 스태미너 천국」)의 방송도 있었다.
후지텔레비가 주최·운영하고 있던 탤런트 육성 강좌의 아가씨학원 멤버가 고정출연하고 있었다. 나가사쿠 히로미가 재적한 ribbon이나 미우라 리에코가 재적한 CoCo등이 이 프로그램으로부터 데뷔를 할 수 있었다.또, 이 프로그램의 첫 번째 코너 「토너먼트 포크 전투」에 출장해, 이겨 낸 것을 계기로 진심 브라더즈가 메이저 데뷔를 이루어 있다.
스탭으로서는 「올나잇 후지」 「저녁 질투 날날」의 제작진을 중심으로 짜여져 확실히 국을 주어 「오냥코클럽」, 「저녁 질투 날날」의 재래를 목표로 한 프로그램이었지만, 원칙으로서 후지텔레비만의 방송이었기 때문에, 프로그램 넷국도 증가하지 않고, 프로그램 자체의 주목도가 낮았던 일도 있어, 같은 히트 프로그램으로서는 성공하지 않았다.여담이지만, 넷으로 연결하고 있던 계열국(홋카이도 분카 방송등)은 전기분 이유로 방송을 종료했다
또, 방송이 없었던 칸사이에서 MBS 라디오의 「Radio THIS」에 「아가씨학원의 파라다이스 GoGo!!」라고 하는 코너가 있어, 매회 멤버의 1명(CoCo·ribbon 중심)이 출연하고 있었다.
아마추어를 소개하는 코너가 있으며, 저녁 프로그램인데 풀 누드의 샤워 씬이 나온적이 있다.

## 방송 시간
월요일~금요일　17:00~18:00(1시간 프로그램.1989년 9월까지) 

월요일~금요일　17:00~17:30(30분 프로그램.1989년 10월-1990년 3월)